# Женская вспомогательная служба ВМС

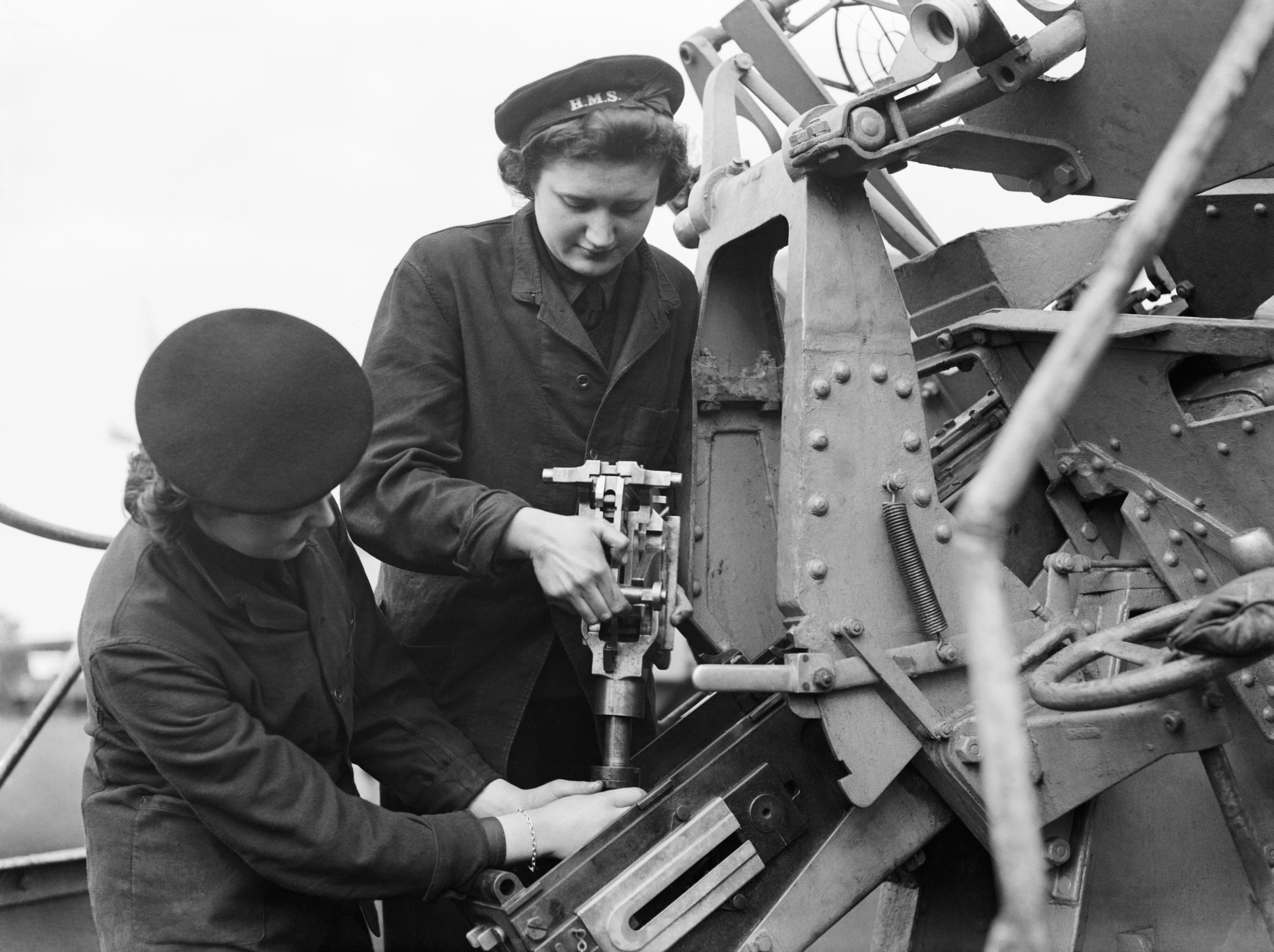
Две военнослужащие женских КВМС в Ливерпуле устанавливают 2-фунтовое орудие «пом-пом»

Женская вспомогательная служба ВМС (англ. Women's Royal Naval Service), сокращённо WRNS, официально назывались «Рены» — женское подразделение королевских военно-морских сил Великобритании, существовавшее во время Первой и Второй мировых войн, а также функционировавшее после Второй мировой войны до полноценной интеграции в Королевские военно-морские силы в 1993 году. К Женской вспомогательной службе относились поварихи, клерки, шифровальщицы, женщины-операторы радиолокационных станций и дальномеров, женская обслуга орудий, женщины-электрики и авиамеханики.

## История
«Рены» были созданы в 1917 году во время Первой мировой войны. Они почти не принимали участие в боевых действиях, но при этом также несли боевые потери: 10 октября 1918 корабль RMS Leinster был торпедирован немецкой подлодкой, в числе погибших была 19-летняя Джозефин Карр, служащая Женских КВМС из Корка. К концу Первой мировой в Женских КВМС были 5500 человек, из них 500 офицеров. Около 2 тысяч человек из Женских королевских ВВС также проходили службу в «Ренах». В 1919 году «Рены» были расформированы.
В 1939 году Женские королевские военно-морские силы были воссозданы. Им расширили список обязанностей, в том числе и обслуживание палубной авиации. В 1944 году в составе Женских КВМС было 75 тысяч человек. Во Второй мировой войне из личного состава погибло 100 человек. Для вербовки британская типография изготавливала специальные призывные плакаты, слоганы которых стали девизом «Ренов». Один из таких гласил: «Вступи в Женские КВМС — освободи мужчину для флота» (англ. Join the Wrens—free a man for the fleet).
После войны Женские КВМС продолжили существование и были интегрированы окончательно в британский флот в 1993 году: с этого момента женщины стали полноправными военнослужащими британских вооружённых сил и получили право служить на корабле как полноценный член его экипажа. В октябре 1990 года во время войны в Персидском заливе экипаж корабля HMS Brilliant впервые в истории позволил женщинам принять участие в боевых действиях.
До 1993 года женщины, не служившие в Женских королевских военно-морских силах, работали только медсёстрами в Службе медицинских сестёр ВМС Великобритании или были офицерами медицинской службы. Они носили специальную униформу Женских КВМС, но при этом им присваивались звания британского флота, а на униформе были флотские знаки отличия. На сленге их называли «ренами» (англ. Wrens, "крапивники") или «Дженни» (англ. Jenny, Jennies).

## Воинские звания
Воинские звания Женских королевских военно-морских сил отличались от званий Королевского военно-морского флота. В таблице ниже представлены звания Женских КВМС и их современные аналоги в Британском флоте.
| Звания 1917–1919 годов             | Звания 1939–1993 годов | Звания 1939–1993 годов              | Звания 1939–1993 годов         | Звания 1939–1993 годов     |
| Офицеры                            | Рядовой состав         | Рядовой состав                      | Офицерский состав              | Офицерский состав          |
| Звание Женских КВМС                | Звание Женских КВМС    | Звание КВМС Великобритании          | Звание Женских КВМС            | Звание КВМС Великобритании |
| ---------------------------------- | ---------------------- | ----------------------------------- | ------------------------------ | -------------------------- |
| Помощник начальника                | Рядовой рен            | Матрос 2-го класса                  | Третий офицер                  | Младший лейтенант          |
| Заместитель начальника             | Рен                    | Матрос 1-го класса                  | Второй офицер                  | Лейтенант                  |
| Начальник                          | Старший рен            | Старший моряк                       | Первый офицер                  | Лейтенант-коммандер        |
| Заместитель дивизионного директора | Старшина-рен           | Старшина (петти-офицер)             | Старший офицер                 | Коммандер                  |
| Дивизионный директор               | Главный рен            | Главный старшина (чиф-петти-офицер) | Суперинтендант                 | Капитан                    |
| Заместитель помощника директора    |                        |                                     | Командир / директор            | Коммодор / Контр-адмирал   |
| Помощник директора                 |                        |                                     | Верховный командир / Командант | Контр-адмирал              |
| Заместитель директора              |                        |                                     |                                |                            |
| Директор                           |                        |                                     |                                |                            |

При воинском звании указывалась также и служба (т.е. старший рен-повар, главный рен-телеграфист). Знаки различия «ренов» не отличались ничем от знаков различия флота, кроме цвета (не золотые, а голубые). Знаки отличия у старших офицеров были ромбовидные, а не круглые.
Униформа Женских королевских военно-морских сил была принята в 1939 году: двубортный китель, юбка, рубашка и галстук для всех рангов. Юные военнослужащие, которые только начинали службу в Женских КВМС, носили головные уборы, почти не отличавшиеся от мужских. Старшие офицеры носили белые треуголки. Все кокарды и нашивки были синего цвета.

## Список директоров (командующих) Женских КВМС
- Дама Кэтэрин Фюрс (1917–1919)
- Дама Вера Лафтон Мэтьюс (1939–1946)
- Дама Джослин Вулкомб (1946–1950)
- Командант-дама Мэри Ллойд (1950–1954)
- Командант-дама Нэнси Робертсон (1954–1958)
- Командант-дама Элизабет Хойер-Миллар (1958–1960)
- Командант-дама Джин Дэвис (1960–1964)
- Командант-дама Маргарет Драммонд (1964–1966)
- Командант-дама Марион Кеттлуэлл (1966–1970)
- Командант Дафна Бланделл (1970–1973)
- Командант Мэри Тэлбот (1973–1976)
- Командант Вонла Макбрайд (1976–1979)
- Командант Элизабет Крэг-Макфили (1979–1982)
- Командант Патрисия Суоллоу (1982–1985)
- Командант Марджори Флетчер (1985–1988)
- Командант Энти Ларкен (1988–1991)
- Командант Энн Спенсер (1991–1993)